# Hector: Badge of Carnage
Hector: Badge of Carnage is een avonturenspel van Straandlooper, een computerspelontwikkelaar in Noord-Ierland, in samenwerking met Telltale Games. Het spel wordt uitgebracht in 3 episodes en behandelt de avonturen van de chagrijnige Hector die werkt voor de politie van het fictieve Engelse dorpje Clapper's Wreake.

## Personage Hector
Hector is een vulgaire, gewelddadige alcoholist die er niet voor terugdeinst om mensen te pesten, steekpenningen aan te nemen, onorthodoxe methodes te gebruiken. Zijn motto is: "Iedereen is schuldig".

## Episode 1: We negotiate with terrorists
We negotiate with terrorists is de eerste episode. In de intro wordt duidelijk dat een terrorist enkele mensen gijzelt in een appartementsgebouw. Alle onderhandelaars werden reeds doodgeschoten. De politiechef is van mening dat enkel Hector de gijzeling kan stoppen.
Daarop verhuist het spel naar de gevangenis waar Hector in een cel is met een kater die hij heeft overgehouden aan zijn uitbundig drankgebruik de vorige avond. Hij kan zich niet herinneren of hij door zijn collega's werd opgepakt of dat hij zichzelf heeft opgesloten. Nadat hij zichzelf heeft bevrijd, kleren heeft gevonden en de auto kon starten, rijdt hij naar het betreffende gebouw. Daar blijkt dat de terrorist het de gemeenschap verwijt dat de stad in verval is, en vooral de politie omwille van hun lakse optreden. De terrorist wil dat Hector start aan een opwaardering van de stad:
- De klok van de kerktoren dient hersteld te worden
- De informatiebalie van Clappers Wreake heeft enkele duizenden dollars nodig om de stad te promoten zodat er terug toeristen komen. De baliebediende deelt pamfletten uit met de tekst "Who Cares?"
- het lokale hoerenkot moet voorgoed worden gesloten.

Hector wil dit eerst bekostigen met fondsen van de politie, maar na het laatste bal blijkt dat er geen budgetten meer zijn. Hector vindt een andere manier om aan het geld te geraken en kan met succes de eisen van de terrorist inwilligen. Wanneer de terrorist nog meer zaken eist, beslist Hector om in te dringen in het pand. Hij doet zich voor als een werknemer van een cateringbedrijf dat eten komt brengen voor de gijzelingen. In het appartement vindt hij enkel een laptop die met een geweer is verbonden.
Onmiddellijk daarop worden de politiemensen getoond die buiten staan. Vanuit het gebouw hoort men nog een schot, dat wellicht op Hector wordt afgevuurd. Het spel eindigt met een cliffhanger.

## Episode 2: Senseless Acts of Justice
Hector heeft de aanval overleefd en schiet met het geweer de laptop aan flarden. De laptop was nog in verbinding met explosieven waardoor het gebouw gedeeltelijk instort. Hector geraakt uit het gebouw met enkele bewijsstukken waaronder het geweer, de laptop en een ongekende vloeistof.
Het geweer werd gekocht bij Doreen, een winkel bestaande uit een beautyfarm en wapenhandel. In de beautyfarm zit een dame die bluft dat ze 's avonds met haar vriend Shorty naar het chique restaurant "Chez LaBoeufette" gaat. Doreen wil misschien in haar archief wel opzoeken wie het geweer heeft gekocht, als Hector haar uitnodigt voor een romantische avond in dat restaurant. Het restaurant blijkt de eerstkomende 11 maanden al volgeboekt te zijn.
De ongekende vloeistof is barbecuesaus afkomstig van de cateringdienst van "Chez LaBoeufette". De cateringdienst wil niet zeggen wie de betreffende bestelling heeft geleverd, tenzij Hector lid wordt. Dit kost enorm veel geld wat Hector bijeenkrijgt via illegale orgaanhandel. De leverancier weet niet de naam van de persoon, maar heeft wel een opname waar deze opstaat. De beelden zijn te onduidelijk om deze persoon te herkennen.
Alle persoonlijke gegevens op de laptop zijn verloren gegaan, maar men kan wel achterhalen dat de eigenaar het laatst een internetconnectie heeft gemaakt vanuit een stripteasetent. Daar verneemt Hector dat de eigenaar zich niet wil melden, tenzij er brandalarm zou zijn waarop Hector het gebouw in brand steekt. De eigenaar beweert dat hij geen terrorist is en dat hij zijn internetverbinding deelt met de anonieme man die in het naastgelegen kraakpand woonde.
Hector vertelt de dame in het beautysalon dat Shorty in de stripteasetent zit, waarop ze haar date annuleert. Hector en Doreen gaan in hun plaats naar "Chez LaBoeufette". Doreen heeft nog bijkomende passionele wensen, maar Hector ziet dat niet zitten. Daarom mengt hij in het buffet flunitrazepam waardoor alle klanten in slaap vallen. Hector steelt Doreen haar sleutels. Zo geraakt hij in het archief aan het aankoopbewijs van het geweer. De naam en handtekening van de aankoper zijn onleesbaar.
In het kraakpand vindt Hector een brief om een postpakket op te halen. De postdienst wil het pakket niet afgeven omdat Hector niet lijkt op de man die men verwacht en omwille van een verkeerde handtekening. Dankzij de opname en het aankoopbewijs weet Hector hoe hij zich dient te verkleden en welke handtekening hij moet gebruiken.
In het pakket zitten badges van de "Clappers Wreake Preservation Society" met daarop de tekst "Who cares?". Hierdoor weet Hector dat de terrorist in werkelijkheid Barnsley Noble is, de man van de infobalie aan het park.
Onder de infobalie vinden Hector en zijn assistent Lambert een rioolput. In de riool worden Lambert en Hector door Barnsley knock-out geslagen.

## Episode 3: Beyond Reasonable Doom
Hector en Lambert ontwaken in een septische tank. Nadat ze ontsnappen, komen ze in een laboratorium terecht. Daar zien ze hoe een knaagdier met een "Who cares"-badge een moordende mutant wordt nadat het een bepaalde jingle hoort. Hieruit leiden Hector en Lambert af dat Barnsley een biochemische aanval wil starten en dat in de badges de stof zit. Via een microfoon meldt Barnsley dat de stof een eigen ontwikkeld biochemisch wapen is met de naam Arsenol.
Lambert en Hector spoeden zich naar de kermis in de stad. Daar zal om 10 uur de nieuwe jingle van de kerkklokken worden voorgesteld. Zowat iedereen draagt een "Who cares"-badge. Hector spoedt zich naar de klokkentoren en rijdt met een wagen, die hij net had gewonnen, door de afgesloten deuren. De klokken blaast hij op met een bom. Barnsley zegt dan dat in het springkasteel een grote hoeveelheid arsenol is opgeslagen. Hector slaagt erin om het springkasteel te vullen met helium. Hierdoor zweeft het kasteel, met daarin Barnsley en Lambert, weg. Hector schiet het kasteel neer met een enorme vibrator die hij afvuurt met behulp van een reuzengrote onderbroek die hij als katapult gebruikt. Net voor de crash neemt Barnsley een tegengif. Lambert verandert in een beestachtig monster. Hector dwingt Barnsley om een grote hoeveelheid drank te drinken, daarna plaatst hij hem in een Vliegend Tapijt waardoor Barnsley moet overgeven. Zo geraakt Hector aan de pillen met tegengif en kan hij Lambert terug omvormen tot een normale mens. In de eindscène wordt Barsney opgegeten door het dolle knaagdier.